# Koperen Ko

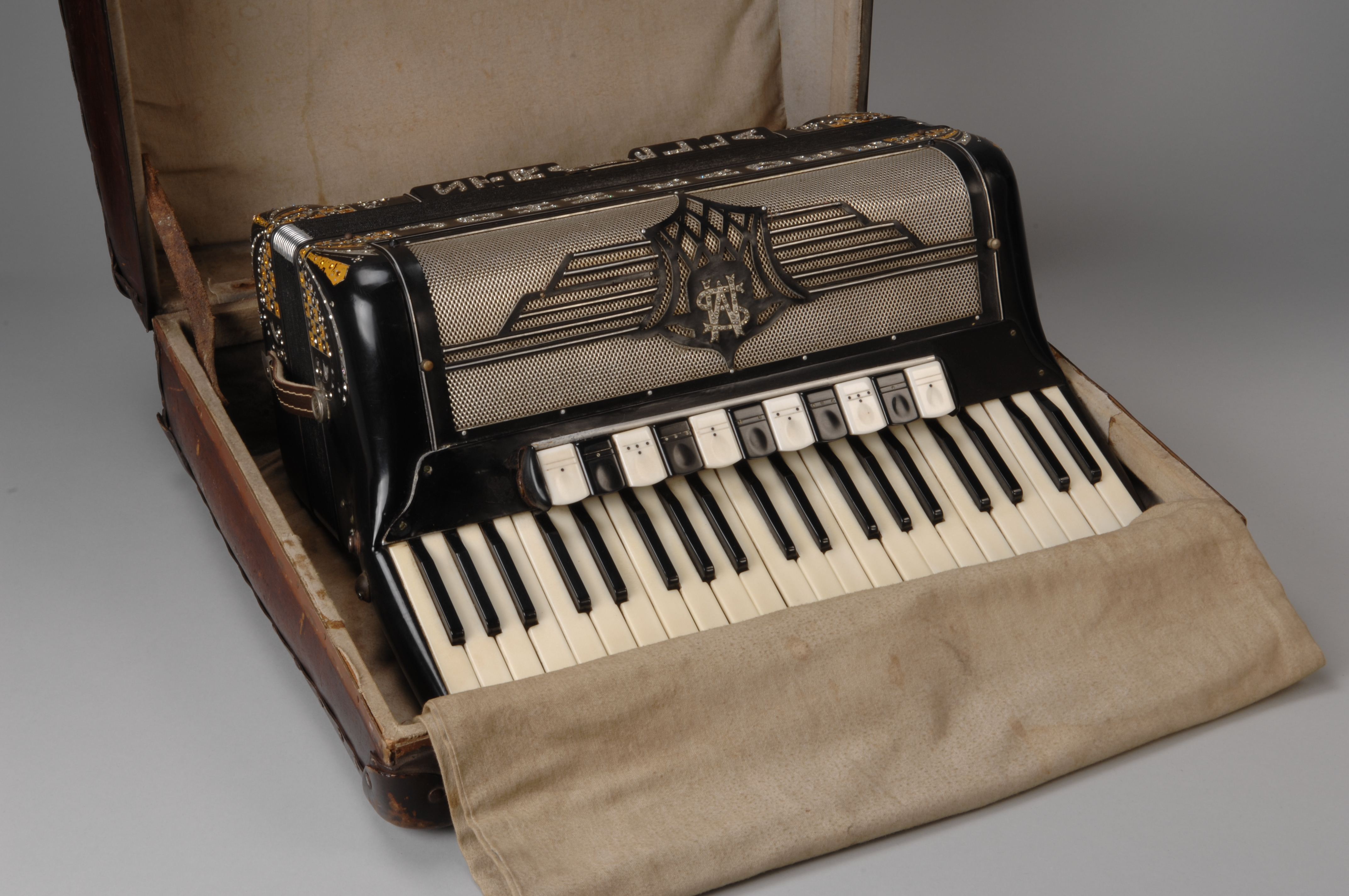
Roodbruine koffer met de accordeon van Koperen Ko

Koperen Ko was de bijnaam van de straatartiesten Friedrich Wilhelm Leiendecker ( Neviges, kreis Mettman, Duitsland, 30 juli 1865 - Venray, 24 februari 1936) en zijn zoon Johannes Willem Leiendecker (Dordrecht, 29 januari 1909 – Oosterhout, 18 april 1982). Vader Leidendecker gebruikte ook als voornaam Willem.

## Vader Willem Leiendecker
Al in Duitsland had Willem opgetreden als straatmuzikant met trom op zijn rug en accordeon op zijn buik. Hij woonde in Duitsland samen met Johanna Hendrika de Keizer uit Rotterdam, waarmee hij op een gegeven moment naar Dordrecht kwam in een woonwagen die stond aan de Noordendijk aldaar. Op 29 januari 1909 is daar hun zoon Johannes Willem geboren. Wilhelm en Hendrika waren toen nog niet getrouwd. Zij zijn pas op 2 juni 1910 getrouwd; toen heeft vader Willem zijn zoon ook erkend. Hij was overigens al eerder in Duitsland getrouwd. Hij gaf zich soms uit als graaf, gevlucht in de Eerste Wereldoorlog uit Oostenrijk. Van beroep was hij paraplu-koopman en scharensliep, maar in later jaren vooral straatmuzikant met een trom, accordeon en bellen. Hij trad op als ‘Der Lustiger Wilhelm Tiroler’ en trad op als "Koperen Ko". Hij is overleden in 1936 in een krankzinnigengesticht in Venray.

## Zoon Willem Leiendecker
Zijn zoon Willem had in Dordrecht het vak van "'Bellenman" geleerd en was ook een reizend muzikant, die op veel plaatsen optrad, ook onder de naam Koperen Ko. Hij bespeelde ten minste drie instrumenten tegelijk: een accordeon, een trommel, en bekkens of cymbalen. Ook bewoog hij zijn punthoed met bellen.
Koperen Ko heeft 55 jaar op straat gemusiceerd, vanaf zijn 13e jaar. Na vele jaren te hebben rondgetrokken vestigde hij zich in 1930 met zijn uit Breda afkomstige vrouw Johanna Korteweg in Breda.  Het ging daar niet goed, in 1931 werd hij wegens inbraak veroordeeld tot vier maanden gevangenisstraf. In 1933 is hij gescheiden van Johanna en verhuisde hij naar Middelburg met zijn tweede vrouw Jacoba Johann Kokke. In Middelburg werkte hij eerst als monteur, maar ging steeds vaker optreden als Koperen Ko. Gaandeweg ging het hem financieel steeds beter. Enkele malen trad hij op voor de televisie en voor koningin Juliana.

## Nikkelen Nelis

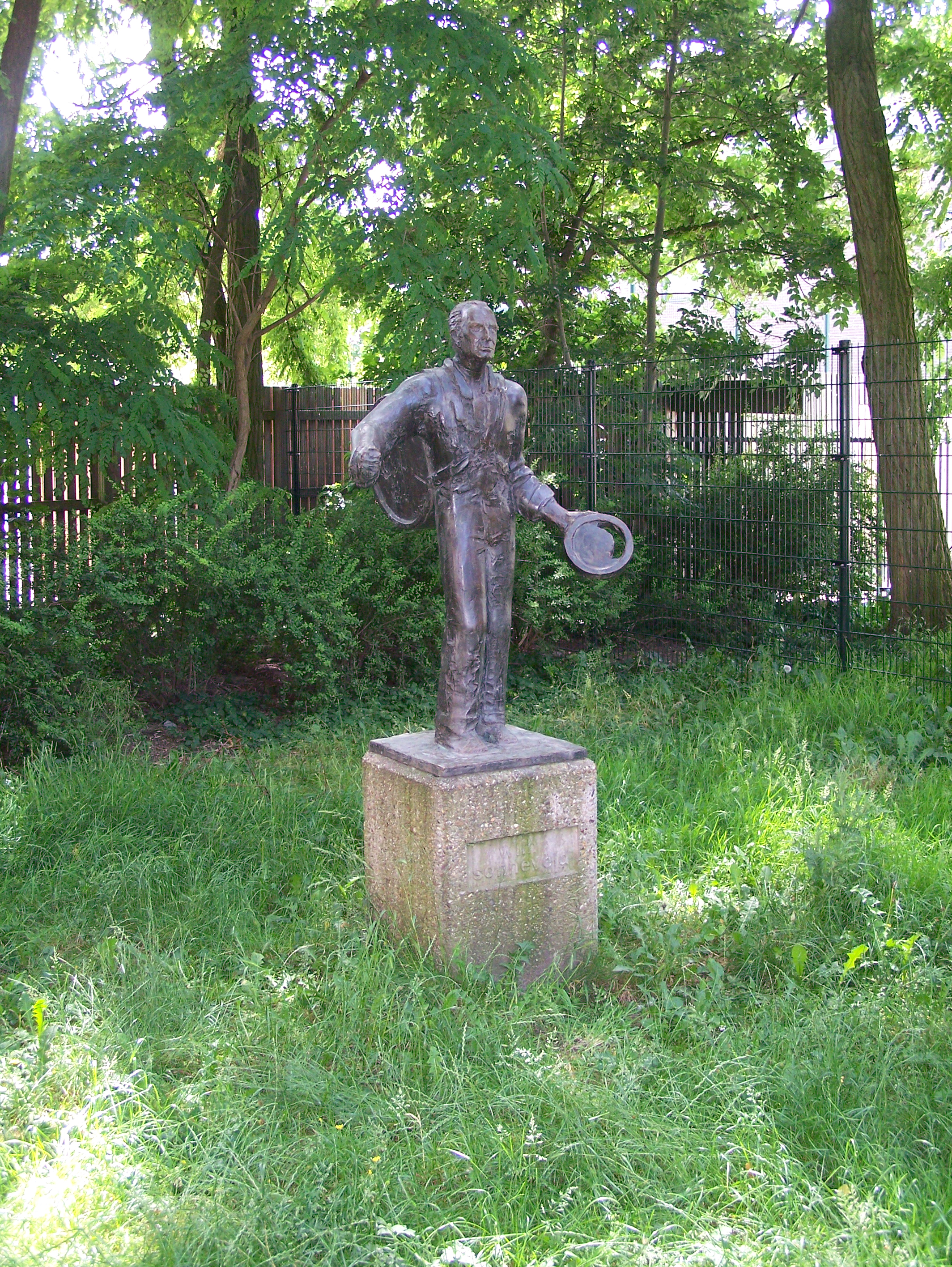
Nikkelen Nelis

Koperen Ko stond model voor de creatie Nikkelen Nelis van Wim Sonneveld. Het gelijknamige lied beviel hem helemaal niet: Ko meende dat de zin Zij kon het lonken niet laten sloeg op zijn vrouw Martha, die vanwege een oogziekte met haar ogen knipperde. Tekstschrijver Friso Wiegersma heeft dat ontkend, de tekst van het lied was al geschreven voordat Wim Sonneveld besloot zich uit te dossen als straatartiest.

## Trivia
- De vader en grootvader van Leiendecker waren ook straatmuzikant.
- In de aflevering 't Rooie gevaar van de televisieserie Toen was geluk heel gewoon speelt Nico van der Knaap de rol van Koperen Ko.
- Ook Almelo kende een Koperen Ko, Willem van Laar (1922-1993)[3].
- Ook Den Haag had zijn Koperen Ko, ook bekend als Ko Antieko. Dit was Kobus Secrève, geb 1888.